# Fritz Arnheim
Fritz Arnheim (* 29. März 1866 in Berlin; † 19. Juni 1922 in Berlin-Charlottenburg) war ein deutscher Historiker.

## Leben
Er war der Sohn des jüdischen Sanitätsrates Adolf Arnheim und seiner Frau Friederike. Arnheim legte in seiner Heimatstadt das Abitur ab und begann noch im selben Jahr dort Geschichte zu studieren. Später wechselte er mit demselben Fach an die Universität Halle. Bereits während seines Studiums unternahm Arnheim Studienreisen nach Skandinavien. Gerade in Schweden und Norwegen hielt er sich für längere Zeit auf. Mit 22 Jahren konnte Arnheim 1888 sein Studium erfolgreich mit einer Promotion abschließen. Gleich im Anschluss daran ging er für mehrere Wochen studienhalber nach Belgien und reiste auch wieder für längere Zeit nach Skandinavien. In den Jahren 1917 bis 1919 hatte Arnheim eine Anstellung im Auswärtigen Amt in Berlin. Als er sich 1919 habilitieren konnte, kündigte er und nahm einen Lehrauftrag an der Universität in Berlin an. In seinen Vorlesungen thematisierte Arnheim immer wieder die Geschichte von Preußen und Finnland. 
Fritz Arnheim starb 1922 im Alter von 56 Jahren im Berliner Bezirk Charlottenburg. Beigesetzt wurde er auf dem Kaiser-Wilhelm-Gedächtnis-Friedhof in Westend. Das Grab ist nicht erhalten.
Seine ältere Schwester war die Malerin Clara Arnheim.

## Schriften
- Luise Ulrike, die schwedische Schwester Friedrichs des Großen (1909)